# La Chapelle-Geneste
Pour les articles homonymes, voir La Chapelle.
La Chapelle-Geneste est une commune française située dans le département de la Haute-Loire en région Auvergne-Rhône-Alpes.

## Géographie

### Localisation
La commune de Chapelle-Geneste se trouve dans le département de la Haute-Loire, en région Auvergne-Rhône-Alpes.La commune est frontalière du Puy-de-Dôme.
Elle se situe à 48 km par la route du Puy-en-Velay, préfecture du département, à 32 km de Brioude, sous-préfecture, et à 26 km de Craponne-sur-Arzon, bureau centralisateur du canton du Plateau du Haut-Velay granitique dont dépend la commune depuis 2015 pour les élections départementales.
Les communes les plus proches sont : 
Saint-Alyre-d'Arlanc (3,0 km), La Chaise-Dieu (3,9 km), Cistrières (4,8 km), Mayres (4,8 km), Saint-Sauveur-la-Sagne (5,0 km), Malvières (5,2 km), Connangles (5,9 km), Bonneval (7,2 km).
| Saint-Alyre-d'Arlanc Puy-de-Dôme | Saint-Sauveur-la-Sagne Puy-de-Dôme | Mayres Puy-de-Dôme |
|                                  | La Chapelle-Geneste                | Malvières          |
| Cistrières                       | Connangles                         | La Chaise-Dieu     |

### Climat
Pour des articles plus généraux, voir Climat d'Auvergne-Rhône-Alpes et Climat de la Haute-Loire.
En 2010, le climat de la commune est de type climat des marges montargnardes, selon une étude du Centre national de la recherche scientifique s'appuyant sur une série de données couvrant la période 1971-2000. En 2020, Météo-France publie une typologie des climats de la France métropolitaine dans laquelle la commune est exposée à un climat de montagne ou de marges de montagne et est dans la région climatique Nord-est du Massif Central, caractérisée par une pluviométrie annuelle de 800 à 1 200 mm, bien répartie dans l’année.
Pour la période 1971-2000, la température annuelle moyenne est de 8,1 °C, avec une amplitude thermique annuelle de 15,7 °C. Le cumul annuel moyen de précipitations est de 929 mm, avec 10,2 jours de précipitations en janvier et 7,9 jours en juillet. Pour la période 1991-2020, la température moyenne annuelle observée sur la station météorologique de Météo-France la plus proche, « Félines_sapc », sur la commune de Félines à 10 km à vol d'oiseau, est de 7,5 °C et le cumul annuel moyen de précipitations est de 930,5 mm,. Pour l'avenir, les paramètres climatiques de la commune estimés pour 2050 selon différents scénarios d'émission de gaz à effet de serre sont consultables sur un site dédié publié par Météo-France en novembre 2022.

### Transports
Elle est traversée par la ligne de Saint-Germain-des-Fossés à Darsac sur laquelle circule le train touristique Agrivap. Son viaduc en courbe, à 9 arches, de 135 m de long, qui enjambe la Senouire a été ouvert à la circulation des trains en 1902. La gare de La Chapelle-Geneste a été fermée aux voyageurs en 1971. Le trafic des marchandises s'est arrêté en 1992.

## Urbanisme

### Typologie
Au 1er janvier 2024, La Chapelle-Geneste est catégorisée commune rurale à habitat très dispersé, selon la nouvelle grille communale de densité à sept niveaux définie par l'Insee en 2022.
Elle est située hors unité urbaine et hors attraction des villes,.

### Occupation des sols
L'occupation des sols de la commune, telle qu'elle ressort de la base de données européenne d’occupation biophysique des sols Corine Land Cover (CLC), est marquée par l'importance des forêts et milieux semi-naturels (78,6 % en 2018), une proportion sensiblement équivalente à celle de 1990 (78,5 %). La répartition détaillée en 2018 est la suivante : 
forêts (78,6 %), prairies (16,8 %), zones agricoles hétérogènes (4,6 %). L'évolution de l’occupation des sols de la commune et de ses infrastructures peut être observée sur les différentes représentations cartographiques du territoire : la carte de Cassini (XVIIIe siècle), la carte d'état-major (1820-1866) et les cartes ou photos aériennes de l'IGN pour la période actuelle (1950 à aujourd'hui).

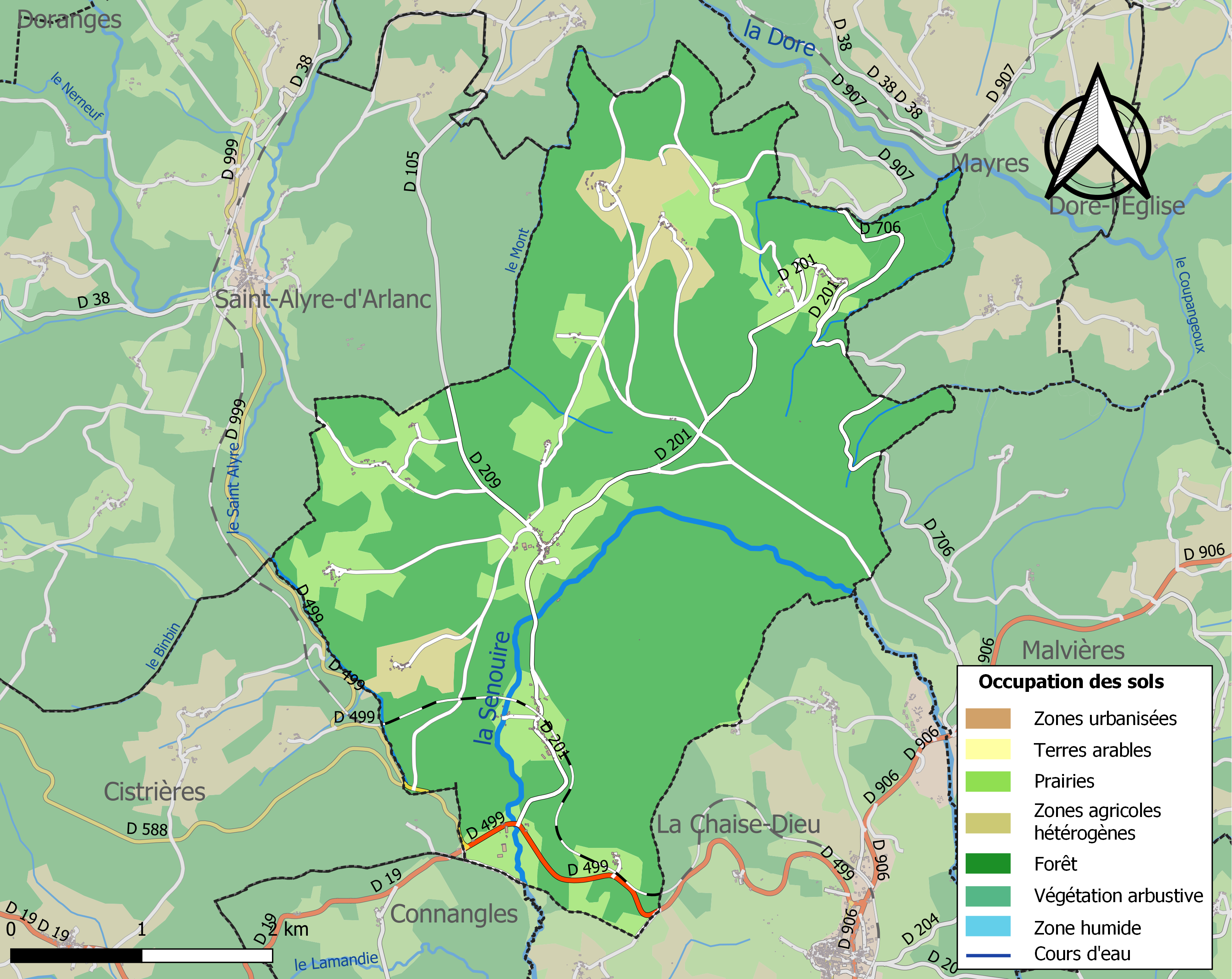
Carte des infrastructures et de l'occupation des sols de la commune en 2018 (CLC).
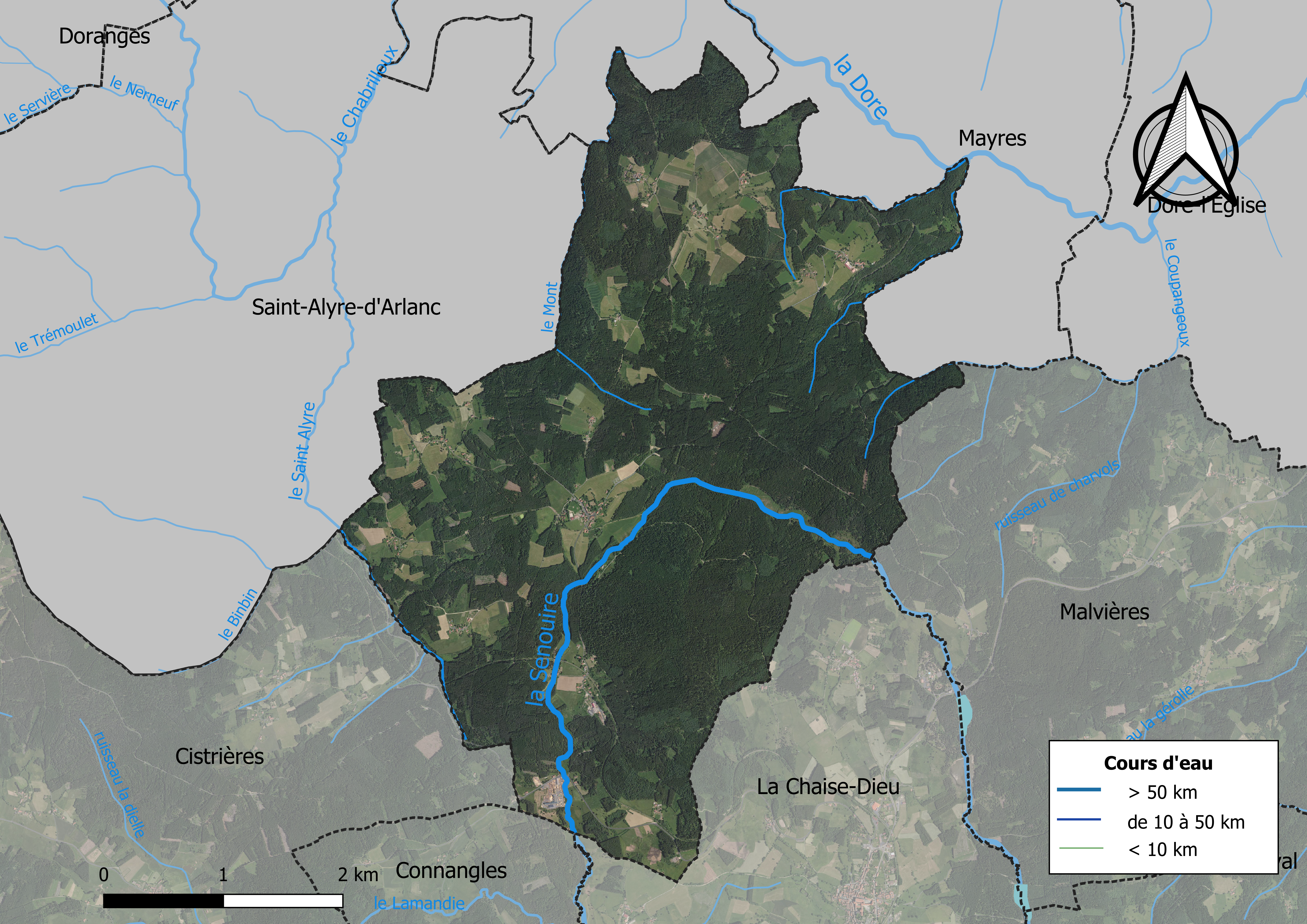
Carte orthophotographique de la commune.

### Habitat et logement
En 2018, le nombre total de logements dans la commune était de 204, alors qu'il était de 207 en 2013 et de 204 en 2008.
Parmi ces logements, 29,9 % étaient des résidences principales, 62,8 % des résidences secondaires et 7,3 % des logements vacants. Ces logements étaient pour 91,8 % d'entre eux des maisons individuelles et pour 8,2 % des appartements.
Le tableau ci-dessous présente la typologie des logements à la La Chapelle-Geneste en 2018 en comparaison avec celle de la Haute-Loire et de la France entière. Une caractéristique marquante du parc de logements est ainsi une proportion de résidences secondaires et logements occasionnels (62,8 %) supérieure à celle du département (16,1 %) et à celle de la France entière (9,7 %). Concernant le statut d'occupation de ces logements, 75,4 % des habitants de la commune sont propriétaires de leur logement (75,8 % en 2013), contre 70 % pour la Haute-Loire et 57,5 pour la France entière.
| Typologie                                               | La Chapelle-Geneste | Haute-Loire | France entière |
| ------------------------------------------------------- | ------------------- | ----------- | -------------- |
| Résidences principales (en %)                           | 29,9                | 71,5        | 82,1           |
| Résidences secondaires et logements occasionnels (en %) | 62,8                | 16,1        | 9,7            |
| Logements vacants (en %)                                | 7,3                 | 12,4        | 8,2            |

## Toponymie
De l'ancien-français genest "genêt".
Anciennes mettions : Parochia Capellae de la Ganesta (1268), Capella de la Janesta (1275), Prior Capellae Genestae en (1298), Capella de las Genestas (1325), Ecclesia B. Mariae de Capella Genesta (1361), Capella Ghanesta (1366), Capella Janesta (1371), Villa de Capella (1373), Capella Jenesta (1389), La Chappelle Geneste (1401), Paroisse de la Chapelle (1564).

## Histoire

Blason des Boissieu d'Auvergne ou Boissieux de la Geneste : D'azur à aigle d'or béqué et membré de sable et trois roses d'argent tigées et feuillées de même.

En 1789, La Chapelle Geneste dépendait de la province d'Auvergne, de l'élection d'Issoire, de la sous-délégation de Saint-Amant-Roche-Savine et du présidial de Riom. Son église paroissiale, diocèse de Clermont et archiprêtré de Livradois, était sous le vocable de Notre-Dame ; le chambrier de l'abbaye de La Chaise-Dieu, qui en était le prieur, présentait le curé. Aux 16e et 17e siècles, La Chapelle-Geneste fut un fief de la famille de Boissieux.

## Politique et administration

### Découpage territorial
La commune de Chapelle-Geneste est membre de la communauté d'agglomération du Puy-en-Velay, un établissement public de coopération intercommunale (EPCI) à fiscalité propre créé le 26 décembre 2016 dont le siège est à Le Puy-en-Velay. Ce dernier est par ailleurs membre d'autres groupements intercommunaux.
Sur le plan administratif, elle est rattachée à l'arrondissement de Brioude, au département de la Haute-Loire, en tant que circonscription administrative de l'État, et à la région Auvergne-Rhône-Alpes.
Sur le plan électoral, elle dépend du canton du Plateau du Haut-Velay granitique pour l'élection des conseillers départementaux, depuis le redécoupage cantonal de 2014 entré en vigueur en 2015, et de la deuxième circonscription de la Haute-Loire pour les élections législatives, depuis le redécoupage électoral de 1986.

### Liste des maires
| Période                                  | Période                    | Identité        | Étiquette | Qualité |
| ---------------------------------------- | -------------------------- | --------------- | --------- | ------- |
| Les données manquantes sont à compléter. |                            |                 |           |         |
| mars 2001                                | avril 2014                 | Henri Chevalier | DVD       | éleveur |
| avril 2014                               | En cours (au 27 août 2014) | Christine Noton |           |         |

## Population et société

### Démographie

#### Évolution démographique
L'évolution du nombre d'habitants est connue à travers les recensements de la population effectués dans la commune depuis 1793. Pour les communes de moins de 10 000 habitants, une enquête de recensement portant sur toute la population est réalisée tous les cinq ans, les populations de référence des années intermédiaires étant quant à elles estimées par interpolation ou extrapolation. Pour la commune, le premier recensement exhaustif entrant dans le cadre du nouveau dispositif a été réalisé en 2004.

En 2022, la commune comptait 111 habitants, en évolution de +0,91 % par rapport à 2016 (Haute-Loire : +0,36 %, France hors Mayotte : +2,11 %).
| 1793 | 1800 | 1806 | 1821 | 1831 | 1836 | 1841 | 1846 | 1851 |
| ---- | ---- | ---- | ---- | ---- | ---- | ---- | ---- | ---- |
| 590  | 601  | 602  | 686  | 761  | 777  | 804  | 864  | 842  |

| 1856 | 1861 | 1866 | 1872 | 1876 | 1881 | 1886 | 1891 | 1896 |
| ---- | ---- | ---- | ---- | ---- | ---- | ---- | ---- | ---- |
| 898  | 866  | 847  | 816  | 836  | 925  | 739  | 832  | 689  |

| 1901 | 1906 | 1911 | 1921 | 1926 | 1931 | 1936 | 1946 | 1954 |
| ---- | ---- | ---- | ---- | ---- | ---- | ---- | ---- | ---- |
| 616  | 578  | 520  | 459  | 463  | 410  | 354  | 336  | 333  |

| 1962 | 1968 | 1975 | 1982 | 1990 | 1999 | 2004 | 2006 | 2009 |
| ---- | ---- | ---- | ---- | ---- | ---- | ---- | ---- | ---- |
| 299  | 247  | 180  | 151  | 139  | 141  | 143  | 141  | 138  |

| 2014 | 2019 | 2022 | - | - | - | - | - | - |
| ---- | ---- | ---- | - | - | - | - | - | - |
| 116  | 109  | 111  | - | - | - | - | - | - |

#### Pyramide des âges
La population de la commune est relativement âgée.
En 2018, le taux de personnes d'un âge inférieur à 30 ans s'élève à 23,8 %, soit en dessous de la moyenne départementale (31 %). À l'inverse, le taux de personnes d'âge supérieur à 60 ans est de 44 % la même année, alors qu'il est de 31,1 % au niveau départemental.
En 2018, la commune comptait 62 hommes pour 47 femmes, soit un taux de 56,88 % d'hommes, largement supérieur au taux départemental (49,13 %).
Les pyramides des âges de la commune et du département s'établissent comme suit.
| Hommes | Classe d’âge | Femmes |
| ------ | ------------ | ------ |
| 0,0    | 90 ou +      | 2,1    |
| 6,5    | 75-89 ans    | 19,1   |
| 32,3   | 60-74 ans    | 29,8   |
| 17,7   | 45-59 ans    | 21,3   |
| 14,5   | 30-44 ans    | 10,6   |
| 21,0   | 15-29 ans    | 10,6   |
| 8,1    | 0-14 ans     | 6,4    |

| Hommes | Classe d’âge | Femmes |
| ------ | ------------ | ------ |
| 0,9    | 90 ou +      | 2,5    |
| 8,4    | 75-89 ans    | 11,7   |
| 20,4   | 60-74 ans    | 20,5   |
| 21,3   | 45-59 ans    | 20,3   |
| 16,8   | 30-44 ans    | 16,3   |
| 15,2   | 15-29 ans    | 13,2   |
| 17     | 0-14 ans     | 15,6   |

## Économie

### Emploi
| Division       | 2008  | 2013   | 2018   |
| -------------- | ----- | ------ | ------ |
| Commune        | 7,2 % | 11,9 % | 13,1 % |
| Département    | 6,3 % | 7,7 %  | 7,7 %  |
| France entière | 8,3 % | 10 %   | 10 %   |

En 2018, la population âgée de 15 à 64 ans s'élève à 61 personnes, parmi lesquelles on compte 83,6 % d'actifs (70,5 % ayant un emploi et 13,1 % de chômeurs) et 16,4 % d'inactifs,. En 2018, le taux de chômage communal (au sens du recensement) des 15-64 ans est supérieur à celui de la France et du département, alors qu'il était inférieur à celui de la France en 2008.
La commune est hors attraction des villes,. Elle compte 25 emplois en 2018, contre 28 en 2013 et 24 en 2008. Le nombre d'actifs ayant un emploi résidant dans la commune est de 44, soit un indicateur de concentration d'emploi de 57,2 % et un taux d'activité parmi les 15 ans ou plus de 51,5 %.
Sur ces 44 actifs de 15 ans ou plus ayant un emploi, 8 travaillent dans la commune, soit 18 % des habitants. Pour se rendre au travail, 88,6 % des habitants utilisent un véhicule personnel ou de fonction à quatre roues, 4,5 % s'y rendent en deux-roues, à vélo ou à pied et 6,8 % n'ont pas besoin de transport (travail au domicile).

## Culture locale et patrimoine

### Lieux et monuments
- Église de l'Assomption : ancien prieuré dépendant de l'abbaye de La Chaise-Dieu, datant probablement du XIIe siècle, abrite un chœur roman, une vierge noire, une sculpture de saint Roch et plusieurs chapelles, et accueille chaque année un pèlerinage en l'honneur de Saint-Roch le 16 août[26].